# Літовчик Зиновій Пилипович
Літовчик Зиновій Пилипович (28 жовтня 1891, село Підляшшя, Кобринський повіт, Гродненська губернія, Російська імперія — ?) — сотник Дієвої Армії УНР.

## Біографія
Народився у селі Підляшшя Кобринського повіту Гродненської губернії.
Закінчив Гродненську гімназію, 1-шу Житомирську школу прапорщиків (22 грудня 1916 року). Брав участь у Першій світовій війні у складі 258-го піхотного Кишинівського та 603-го піхотного Нарочського полків. З 19 вересня 1917 року — офіцер 38-го піхотного Тобольського полку. Останнє звання у російській армії — підпоручик.
З 6 грудня 1917 року — командир сотні 1-го Республіканського (імені УНР) полку військ Центральної Ради, з 9 грудня 1917 року — полковий ад'ютант цього полку. З 9 лютого 1918 року — ад'ютант 2-го Запорізького куреня Окремого Запорізького загону військ Центральної Ради. 25 березня 1918 року — помічник ад'ютанта 2-го Запорізького полку Армії УНР, а з 13 квітня 1918 року — ад'ютант цього полку. 
З 17 листопада 1918 року — т. в. о. начальника штабу Лівобережного фронту військ Директорії; з 26 листопада 1918 року — начальник інспекторсько-господарського відділу штабу Лівобережного фронту військ Директорії; з 26 листопада 1918 року — 2-й генерал-квартирмейстер штабу Лівобережного фронту військ Директорії.
З 25 січня 1919 року — вартовий штаб-старшина штабу Запорізького корпусу Дієвої Армії УНР, З 6 грудня 1919 року перебував на лікуванні у шпиталі міста Луцьк. 
З 6 лютого 1920 року — старшина штабу 2-ї дивізії Армії УНР, з 21 травня 1920 року — начальник штабу 6-ї запасної бригади Армії УНР, з 14 червня 1920 року — старший ад'ютант штабу бригади; з 18 серпня 1920 року — начальник штабу 2-ї збірної запасної бригади Армії УНР; з 25 серпня 1920 року — начальник муштрово-інспекторського відділу штабу 2-ї збірної запасної бригади. 
З 14 вересня 1920 року — начальник муштрово-інспекторського відділу штабу 2-ї Кулеметної бригади 1-ї Кулеметної дивізії Армії УНР.
Доля після 1921 року невідома.